# Touza (Taboadela)
Touza (llamada oficialmente San Xurxo da Touza) es una parroquia y un lugar del municipio español de Taboadela, en la provincia de Orense, Galicia.

## Toponimia
La parroquia también es conocida por los nombres de San Jorge de la Touza, San Jorge de Tooza y San Xurxo de Touza.

## Historia
Hacia mediados del siglo XIX, la parroquia, ya por entonces perteneciente a Taboadela, tenía contabilizada una población de 834 habitantes. Aparece descrita en el decimoquinto volumen del Diccionario geográfico-estadístico-histórico de España y sus posesiones de Ultramar de Pascual Madoz con las siguientes palabras:

TOUZA (San Jorge de la): felig. en la prov. y dióc. de Orense (2 leg.), part. jud. de Allariz (1), ayunt. de Taboadela. sit. al S. de la cap. de prov., entre 2 riach. afluentes del Barbaña; clima templado y sano. Tiene 178 casas repartidas en distintas ald., y una escuela de primeras letras frecuentada por indeterminado número de niños. La igl. parr. (San Jorge) está servida por un cura de entrada y patronato ecl.; hay tambien una ermita propia del vecindario. Confina: N. Gargantós; E. Santiago de Rabeda; S. Sotomayor, y O. San Pedro de Mezquita. El terreno participa de monte y llano, y es de mediana calidad; cruza por el E. la carretera de Orense á Castilla. prod.: maiz, centeno, algun trigo, vino flojo, patatas, castañas y pastos; se cria ganado vacuno, de cerda y lanar, y caza de conejos, liebres y perdices. pobl.: 178 vec., 834 alm. contr.: con su ayunt. (V.).
(Madoz, 1849, p. 122)

## Organización territorial
La parroquia está formada por seis entidades de población:
- A Petada
- A Reguenga
- Espiñeiros
- O Amendo
- San Xurxo da Touza
- Santas

## Demografía

### Parroquia
| Gráfica de evolución demográfica de Touza (parroquia) entre 2000 y 2023 |
|                                                                         |
| Datos según el nomenclátor publicado por el INE.                        |

### Lugar
| Gráfica de evolución demográfica de San Xurxo da Touza (lugar) entre 2000 y 2023 |
|                                                                                  |
| Datos según el nomenclátor publicado por el INE.                                 |